# デイヴィッド・ケネディ (第10代カセルス伯爵)
第10代カセルス伯爵デイヴィッド・ケネディ（英語: David Kennedy, 10th Earl of Cassillis、1727年6月25日 – 1792年12月18日）は、グレートブリテン王国の政治家、スコットランド貴族。庶民院議員（在任：1768年 – 1774年）、スコットランド貴族代表議員（在任：1776年 – 1792年）を歴任した。

## 生涯

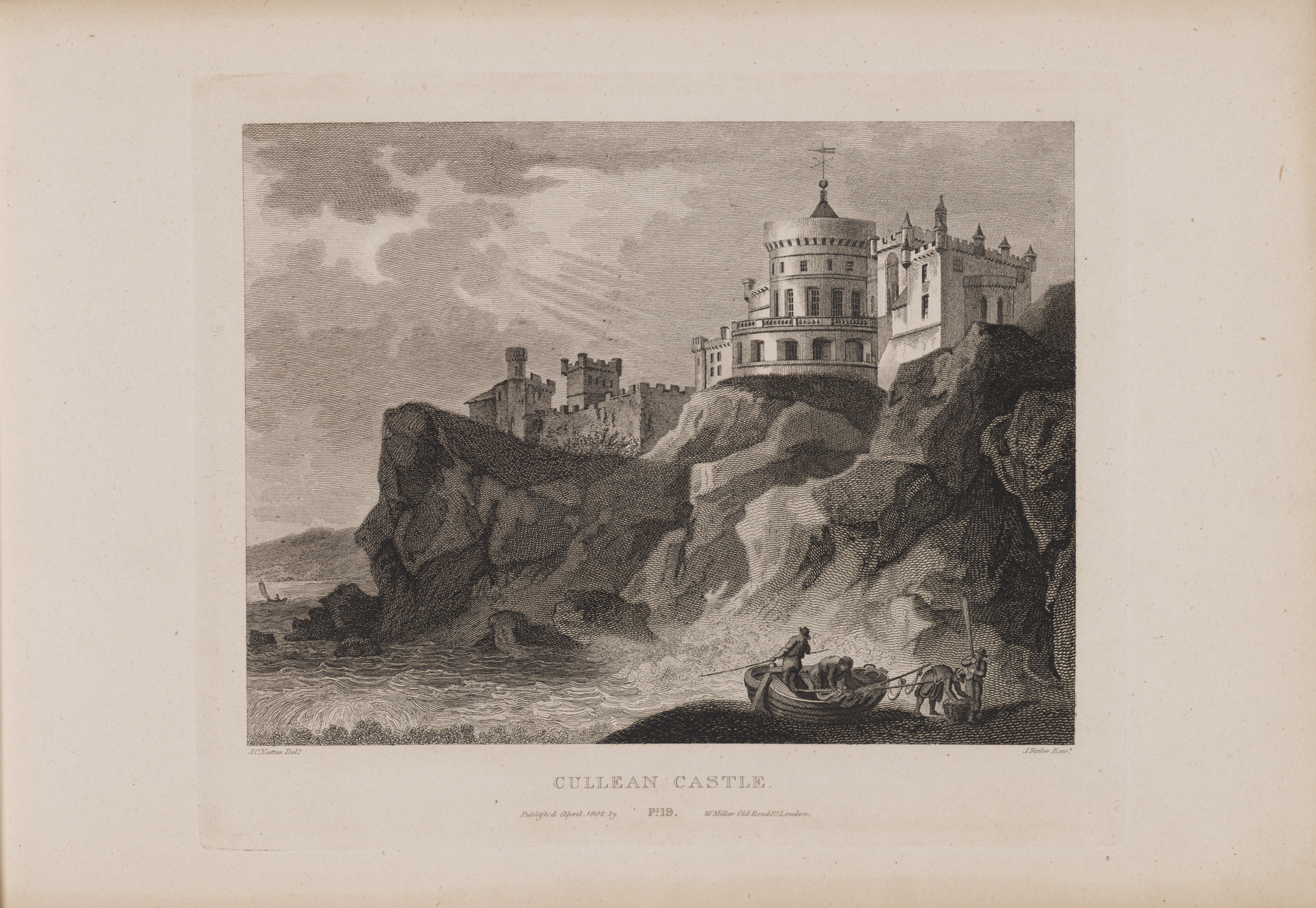
カレイン城、1804年。

第2代準男爵サー・ジョン・ケネディ（1742年没、初代準男爵サー・アーチボルド・ケネディの息子、第3代カセルス伯爵ギルバート・ケネディの来孫）と妻ジーン（旧姓ダグラス（Douglas）、1767年11月1日没、アンドルー・ダグラス大尉の娘）の三男として、1727年6月25日に生まれた。1742年から1744年までグラスゴー大学で教育を受けた後、1752年にスコットランドの法廷弁護士になった。その後はエディンバラで弁護士業に従事したが、1762年に兄トマスよりニューアーク城（Newark Castle）を与えられるとエアシャーに戻った。
1768年イギリス総選挙でエアシャー選挙区からの出馬を表明した。エアシャーではカセルス伯爵、第10代エグリントン伯爵アーチボルド・モンゴメリー、第4代ラウドン伯爵ジョン・キャンベルが有力者であり、エグリントン伯爵の影響力が最も強かったが、ラウドン伯爵はエグリントン伯爵への対抗としてケネディを支持、第13代グレンカーン伯爵ウィリアム・カニンガムと第5代ダンフリーズ伯爵ウィリアム・ダルリンプル＝クライトンも支持を表明したことで、ケネディは45票対27票で当選した。
庶民院で投票した記録は1回だけ知られており、演説の記録はなかった。ラウドン伯爵の支持は「カセルス伯爵が次の総選挙でラウドン伯爵の推す候補を支持する」という条件付きだったため、ケネディは司法職を求めたが、失敗に終わった。最終的には1774年イギリス総選挙でエグリントン伯爵、ラウドン伯爵、カセルス伯爵が手を組んでケネディを支持したが、かえってダンフリーズ伯爵、グレンカーン伯爵、第3代バクルー公爵ヘンリー・スコットなどから反感を買ってしまい、47票対60票で落選した。
1775年11月30日に兄トマスが死去すると、カセルス伯爵位を継承、1776年4月15日に兄の遺産継承者として認定された。1776年にスコットランド貴族代表議員に当選して、1790年まで務めた。貴族院ではノース内閣が崩壊した後もノース卿を支持、1784年以降はポートランド公爵派の一員として第1次小ピット内閣に対し野党の立場をとり、ホイッグ党所属の人物として扱われた。ただし、エアシャー選挙区では1784年イギリス総選挙で説得を受けて小ピット派候補のヒュー・モンゴメリーを支持した。
兄の代より進められていたカレイン城と庭園の増築を引き継ぎ、1776年から1782年までと1787年から1790年までの2度にわたって建築家ロバート・アダムを招聘した。しかし、大規模な改築が相次いだことで借金を重ね、1790年には6万5千ポンド以上の債務を背負ったため同年2月に改築を中止せざるを得なかった。
1790年2月2日に継嗣限定（entail）を定め、自身の男系子孫が断絶した場合は遠戚のアーチボルド・ケネディ大尉およびその男系子孫が領地を継承するとした。1792年12月18日に生涯未婚のままカレインで死去、31日にメイボールの教会に埋葬された。カセルス伯爵位はアーチボルド・ケネディが継承、従属爵位の（カレインの）準男爵位は廃絶した。
『オックスフォード英国人名事典』によれば、遺産を遠戚ながら裕福なアーチボルド・ケネディに与えたことは先見の明のある決定であり、改築の計画が30年後までに完成した上、21世紀の始まりにはカレイン城がナショナル・トラスト・フォー・スコットランド（1945年よりカレイン城を所有）の所有する不動産のうち訪問者の最も多い建物になった。